# Sabanejewia vallachica
Sabanejewia vallachica es una especie de pez de la familia Cobitidae en el orden de los Cypriniformes.